# Coll de la Marrana
El Coll de la Marrana és un coll situat a 2.530 m, entre el pic del Bastiments i el Gra de Fajol, i que separa les valls del Ter i del Freser en el moment del naixement d'ambdós rius. Està situat dins el Parc Natural de les Capçaleres del Ter i del Freser.
Alhora és un punt de pas clau per la travessa entre el circ d'Ulldeter i la vall alta del Freser cap a Núria i Coma de Vaca. Des del refugi d'Ulldeter es pot pujar fins al coll caminant en 45 minuts.